# Esen Taidji
Esen Taidji ou Yésen est le Khan des Oïrats de 1438 à 1455, fils et successeur de Toghon. Il est célèbre pour la capture de l'empereur Ming Zhengtong en 1449 après la bataille de la forteresse de Tumu. Il réunit brièvement les Mongols occidentaux et pendant son règne l’empire oïrat ou kalmouk atteint son apogée.

## Biographie
Sous le règne de son père il mène plusieurs campagnes contre le Mogholistan. Il fait prisonnier à deux reprises le khan djaghataïde Vaïs (1418-1428) et exige pour le libérer, la main de la princesse Makhtoum khanim, sœur de Vaïs, afin d'obtenir la légitimité gengiskhanide pour sa famille.
À son avènement, les Oïrats dominent la région comprise du lac Balkhach au lac Baïkal, et du Baïkal à la Grande Muraille. Karakorum, l'ancienne capitale mongole, lui appartient. Esen conquiert l’oasis de Hami, puis en 1445 la province chinoise de Wou-leang-ha qui correspond à l’actuel Jehol. Quelques années plus tard, il demande la main d'une princesse chinoise. Les Ming la lui accordent, puis se rétractent. En 1449, Esen ravage la frontière à hauteur de Datong, dans le nord du Shanxi. L'empereur Zhengtong se porte à sa rencontre, mais son armée est détruite à la bataille de la forteresse de Tumu. L'empereur est fait prisonnier. Esen ne peut pas s'emparer des forteresses de la région et se replie en Mongolie avec Zhengtong, retenu en captivité durant une année. Esen revient trois mois plus tard et marche jusqu'aux nord-ouest de Pékin. Les Chinois parviennent à repousser ses attaques et il ne tarde pas à manquer de fourrage. Il bat en retraite par la passe de Kiu-yong-kouan (Nan-keou) devant l'arrivée de renforts massifs du Liaodong. L’empereur est relâché peu après (1450) et un traité de paix avec la Chine conclu en 1453.
Esen reconnait comme grand-khan le Gengiskhanide Toghtoa Bukha (également appelé Tayisung Khan, ou empereur Taizong des Yuan du Nord), qui avait épousé sa sœur. Il désire que le fruit de cette union soit reconnu héritier légitime. Devant le refus de Tayisung, Esen le fait assassiner, puis s'arroge le pouvoir suprême en se reconnaissant vassal de la cour de Chine en 1453. Inquiets de ses intentions autocratiques, les féodaux oïrat et mongols le renversent et le tuent en 1455. Son fils Amasandji lui succède. Il entre en conflit avec ses demi-frères, Ibrâhîm Ong et Ilyâs Ong, les fils musulmans de Makhtoum khanim. La Mongolie connaît une période d’anarchie et de guerre civile. Les seigneurs mongols se rendent indépendant du grand khan qui règne nominalement à Karakorum.

### Sources
- René Grousset, L’empire des steppes, Attila, Gengis-Khan, Tamerlan, Paris, Payot, 1938, quatrième édition, 1965, (.pdf) 669 (présentation en ligne, lire en ligne)
- László Lőrincz, Histoire de la Mongolie : des origines à nos jours, Akadémiai Kiadó, 1984, 292 p. (ISBN 978-963-05-3381-2, lire en ligne)

## Ouvrages
- René Grousset, L'Empire des Steppes, 1938